# Peter Enckelman
Peter Enckelman (Turku, Finlandia, 10 de marzo de 1977) es un futbolista finlandés, se desempeña como guardameta y actualmente juega para el IFK Mariehamn de Finlandia.

## Selección nacional
Ha sido internacional con la Selección de fútbol de Finlandia, con la cual ha jugado 12 partidos internacionales.

## Clubes
| Club                 | País       | Año           |
| -------------------- | ---------- | ------------- |
| TPS Turku            | Finlandia  | 1995 - 1998   |
| Aston Villa FC       | Inglaterra | 1998 - 2004   |
| Blackburn Rovers FC  | Inglaterra | 2004 - 2008   |
| Cardiff City FC      | Gales      | 2008 - 2010   |
| St. Johnstone FC     | Escocia    | 2010-2012     |
| Hearts of Midlothian | Escocia    | 2012-2013     |
| IFK Mariehamn        | Finlandia  | 2013-presente |

## Palmarés
Aston Villa FC
- Copa Intertoto: 2001